# Scafati Basket 2023-2024
Questa voce raccoglie le informazioni riguardanti la Scafati Basket nelle competizioni ufficiali della stagione 2023-2024.

## Stagione
La stagione 2023-2024 della Scafati Basket sponsorizzata Givova, è la 4ª nel massimo campionato italiano di pallacanestro, la Serie A.
Per la composizione del roster si decise di confermare la scelta della formula con 6 giocatori stranieri senza vincoli.

## Roster
Aggiornato al 28 agosto 2023.
| Givova Scafati Basket 2023-24 | Givova Scafati Basket 2023-24 |
| Giocatori                     | Staff tecnico                 |
| ----------------------------- | ----------------------------- |

| N. | Naz.                                        | Ruolo | Nome                      | Anno | Alt.   | Peso   |  |
| -- | ------------------------------------------- | ----- | ------------------------- | ---- | ------ | ------ |  |
| 00 | Italia (bandiera)                           | AC    | Kennedy Imade             | 2005 | 197 cm |        |  |
| 2  | Italia (bandiera)                           | A     | Emanuele Morvillo         | 2005 | 192 cm |        |  |
| 4  | Stati Uniti (bandiera)                      | G     | Jaizec Lottie             | 1998 | 186 cm | 80 kg  |  |
| 4  | Stati Uniti (bandiera)                      | G     | Gerry Blakes              | 1993 | 193 cm | 88 kg  |  |
| 5  | Italia (bandiera)                           | AP    | Alessandro Gentile        | 1992 | 201 cm | 104 kg |  |
| 8  | Stati Uniti (bandiera)                      | PG    | Sek Henry                 | 1987 | 193 cm | 91 kg  |  |
| 10 | Camerun (bandiera) · Italia (bandiera)      | G     | Aristide Mouaha           | 2000 | 191 cm | 86 kg  |  |
| 12 | Stati Uniti (bandiera)                      | AG    | Kruize Pinkins            | 1993 | 201 cm | 104 kg |  |
| 13 | Italia (bandiera)                           | C     | Quirino De Laurentiis     | 1992 | 206 cm | 107 kg |  |
| 18 | Italia (bandiera)                           | G     | Riccardo Rossato (C)      | 1996 | 190 cm | 85 kg  |  |
| 19 | Stati Uniti (bandiera) · Polonia (bandiera) | PG    | David Logan               | 1982 | 185 cm | 77 kg  |  |
| 22 | Stati Uniti (bandiera)                      | P     | Gerald Robinson           | 1989 | 187 cm | 80 kg  |  |
| 23 | Stati Uniti (bandiera)                      | AP    | Demetre Rivers            | 1995 | 202 cm | 90 kg  |  |
| 24 | Stati Uniti (bandiera)                      | C     | Jack Nunge                | 1999 | 213 cm | 111 kg |  |
| 25 | Italia (bandiera)                           | C     | Giovanni Pini             | 1992 | 205 cm | 100 kg |  |
| 32 | Lettonia (bandiera)                         | G     | Janis Strelnieks          | 1989 | 191 cm | 84 kg  |  |
| 45 | Stati Uniti (bandiera)                      | C     | Julian Gamble             | 1989 | 208 cm | 113 kg |  |
| -  | Italia (bandiera)                           | G     | Salvatore Borriello       | 2006 | 187 cm |        |  |
| -  | Italia (bandiera)                           | PG    | Matteo Cavaliere          | 2006 | 182 cm |        |  |
| -  | Italia (bandiera)                           | P     | Pierfrancesco Sangiovanni | 2006 | 185 cm |        |  |
| -  | Italia (bandiera)                           |       | Francesco Ursini          | 2006 |        |        |  |

| Allenatore                                                                                          |
| - Stefano Sacripanti (fino al 6 dicembre) - Matteo Boniciolli (dal 7 dicembre)                      |
| Assistente/i                                                                                        |
| - Marco Ciarpella - Massimo Costagliola Legenda - (C) Capitano - (IN) Inattivo - Infortunato Roster |

## Mercato

### Sessione estiva
| Acquisti | Acquisti           | Acquisti            | Acquisti   | Acquisti |
| R.       | Nome               | da                  | Modalità   |          |
| -------- | ------------------ | ------------------- | ---------- | -------- |
| P        | Gerald Robinson    | Dinamo Sassari      | svincolato |          |
| PG       | David Logan        | Pall. Cantù         | svincolato |          |
| G        | Jaizec Lottie      | BBC Monthey         | svincolato |          |
| G        | Aristide Mouaha    | UEB Cividale        | svincolato |          |
| AP       | Alessandro Gentile | Amici Pall. Udinese | svincolato |          |
| AP       | Demetre Rivers     | T. Büyükçekmece     | svincolato |          |
| C        | Jack Nunge         | Xavier Musketeers   | svincolato |          |
| C        | Giovanni Pini      | Scaligera Verona    | svincolato |          |

| Cessioni | Cessioni             | Cessioni            | Cessioni       | Cessioni |
| R.       | Nome                 | a                   | Modalità       |          |
| -------- | -------------------- | ------------------- | -------------- | -------- |
| P        | Emanuele Caiazza     | Fortitudo Agrigento | fine contratto |          |
| P        | Julyan Stone         | Free agent          | fine contratto |          |
| PG       | Matteo Imbrò         | Fortitudo Agrigento | fine contratto |          |
| PG       | David Logan          | Pall. Cantù         | fine contratto |          |
| PG       | Clevin Hannah        | Minorca             | fine contratto |          |
| AP       | Fabio Mian           | Trapani Shark       | fine contratto |          |
| A        | Stan Okoye           | Andorra             | fine contratto |          |
| C        | Martin Krampelj      | Astana              | fine contratto |          |
| C        | Roman Tchintcharauli | San Severo          | fine contratto |          |
| C        | Trevor Thompson      | Peristeri           | fine contratto |          |

### Dopo l'inizio della stagione
| Acquisti | Acquisti         | Acquisti       | Acquisti        | Acquisti   |
| R.       | Nome             | da             | Data            | Modalità   |
| -------- | ---------------- | -------------- | --------------- | ---------- |
| G        | Janis Strelnieks | Free agent     | 25 ottobre 2023 | svincolato |
| C        | Julian Gamble    | Free agent     | 8 dicembre 2023 | svincolato |
| G        | Gerry Blakes     | Pistoia Basket | 2 febbraio 2024 | svincolato |
| PG       | Sek Henry        | Samsun         | 7 marzo 2024    | svincolato |

| Cessioni | Cessioni              | Cessioni            | Cessioni         | Cessioni    |
| R.       | Nome                  | a                   | Data             | Modalità    |
| -------- | --------------------- | ------------------- | ---------------- | ----------- |
| G        | Jaizec Lottie         | VEF Rīga            | 3 novembre 2023  | rescissione |
| C        | Quirino De Laurentiis | Amici Pall. Udinese | 31 dicembre 2023 | rescissione |
| PG       | David Logan           |                     | 3 febbraio 2024  | ritirato    |
| G        | Janis Strelnieks      | Obradoiro           | 14 febbraio 2024 | rescissione |
| AP       | Demetre Rivers        | Žalgiris Kaunas     | 18 aprile 2024   | rescissione |
| AP       | Alessandro Gentile    | Free agent          | 23 maggio 2024   | risoluzione |

## Risultati

### Serie A

#### Stagione regolare

##### Girone d'andata
| Scafati 1º ottobre 2023, ore 19:30 1ª giornata | Scafati Basket | 75 – 81 (15-25, 36-48, 55-61) | Virtus Bologna | PalaMangano |
| Stefano Sacripanti Allenatori Luca Banchi      |                |                               |                |             |
|                                                |                |                               |                |             |
| Stefano Sacripanti                             | Allenatori     | Luca Banchi                   |                |             |

| Reggio Emilia 8 ottobre 2023, ore 16:30 2ª giornata | Pall. Reggiana | 85 – 77 | Scafati Basket | PalaBigi |

| Scafati 15 ottobre 2023, ore 19:00 3ª giornata | Scafati Basket | 85 – 77 | Pistoia Basket | PalaMangano |

| Pesaro 22 ottobre 2023, ore 18:30 4ª giornata | V.L. Pesaro | 103 – 107 (d.t.s.) | Scafati Basket | Vitrifrigo Arena |

| Scafati 29 ottobre 2023, ore 16:00 5ª giornata | Scafati Basket | 112 – 122 (d.t.s.) | Vanoli Cremona | PalaMangano |

| Villorba 5 novembre 2023, ore 17:30 6ª giornata | Universo Treviso | 87 – 97 | Scafati Basket | PalaVerde |

| Scafati 12 novembre 2023, ore 17:00 7ª giornata | Scafati Basket | 77 – 68 | Olimpia Milano | PalaMangano |

| Varese 19 novembre 2023, ore 17:00 8ª giornata | Pall. Varese | 94 – 93 | Scafati Basket | Enerxenia Arena |

| Sassari 25 novembre 2023, ore 20:30 9ª giornata | Dinamo Sassari | 79 – 76 | Scafati Basket | PalaSerradimigni |

| Scafati 3 dicembre 2023, ore 17:00 10ª giornata | Scafati Basket | 83 – 89 | Brescia | PalaMangano |

| Venezia 9 dicembre 2023, ore 19:30 11ª giornata | Reyer Venezia | – | Scafati Basket | Palasport Taliercio |

| Scafati 17 dicembre 2023, ore 18:15 12ª giornata | Scafati Basket | – | Napoli Basket | PalaMangano |

| Brindisi 23 dicembre 2023, ore 18:30 13ª giornata | N.B. Brindisi | – | Scafati Basket | PalaPentassuglia |

| Scafati 30 dicembre 2023, ore 20:00 14ª giornata | Scafati Basket | – | Aquila Trento | PalaMangano |

| Casale Monferrato 7 gennaio 2024 15ª giornata | Derthona Basket | – | Scafati Basket | PalaFerraris |